# Xundian
Xundian (en chino, 寻甸; pinyin, Xúndiàn, léase Sun-Dián, en xiao'erjing, ثٌدِیًا thundiyan) es un condado autónomo bajo la administración directa de la ciudad-prefectura de Kunming. Se ubica al este de la provincia de Yunnan, sur de la República Popular China. Su área es de 3588 km² y su población total para 2020 superó los 460 mil habitantes.

## Toponimia
Originalmente esta región se conocía como "Xinding" (新丁), durante la dinastía Jin, fue capturada por las tribus yi comandadas por Xinding, los descendientes de Xinding vivieron aquí por generaciones, "Xinding" comienza como topónimo desde el 346 AD. Como en el idioma yi (新丁 Xinding) suena igual que en chino (浔甸 Xundian), más tarde se escribió como Xundian (浔甸).
El nombre "Xundian" (浔甸) comenzó durante en la dinastía Tang en el año 750. En 1912 hubo muchas inundaciones en esta área, por lo que hubo una propuesta para eliminar el radical agua y cambiarlo a Xundian (寻甸).
Como las otras regiones autónomas, se caracteriza por estar asociada a un grupo étnico minoritario, en este caso, los Hui y los Yi. La región recibió la condición de "autónomo" cuando se estableció el "condado autónomo hui y yi de Xundian" en 1979.

## Administración
El condado autónomo de Xundian se divide en 16 pueblos que se administran en 3 subdistritos, 9 poblados y 4 villas.